# Río Vayenga
El Vayenga (en ruso: Ваенга, Ваеньга) es un río situado en el distrito de Vinogradovsky del óblast de Arcángel, en Rusia. Es un afluente derecho del Dvina del Norte. La longitud del río es de 218 kilómetros. La superficie de su cuenca es de 3.370 kilómetros cuadrados. Sus principales afluentes son el Yugna (derecho) y el Nondrus (izquierdo).
La cuenca del río Vayenga ocupa toda la parte norte y central del distrito de Vinogradovsky y partes menores de los distritos adyacentes de Kholmogorsky y Pinezhsky.
El nacimiento del Vayenga se encuentra en el centro del distrito, al noreste del pueblo de Nyavody. Al principio fluye hacia el oeste, luego gira hacia el norte y, tras aceptar el Kisema por la derecha, gira hacia el noroeste. Después de aceptar desde el norte un afluente por la derecha, el Yugna, el Vayenga gira hacia el suroeste, y finalmente hacia el sur y el sureste. El primer pueblo en el curso del Vayenga es Vorontsy, aguas arriba de Vorontsy el valle no está poblado. Al sur de Vorontsy el Vayenga forma una curva pronunciada, acepta el Nondrus por la izquierda, y finalmente gira 180 grados y fluye hacia el noroeste. Por debajo de la aldea de Nizhnyaya Vayenga el río gira hacia el este. La desembocadura del Vayenga se encuentra cerca del pueblo de Goltsovo, a 334 kilómetros aguas arriba de la desembocadura del Dvina Norte.

La cuenca del Dvina Norte (también muestra el Vayenga)

Hasta la década de 1990, el Vayenga se utilizó para el transporte de madera.